# Maltfabrikken

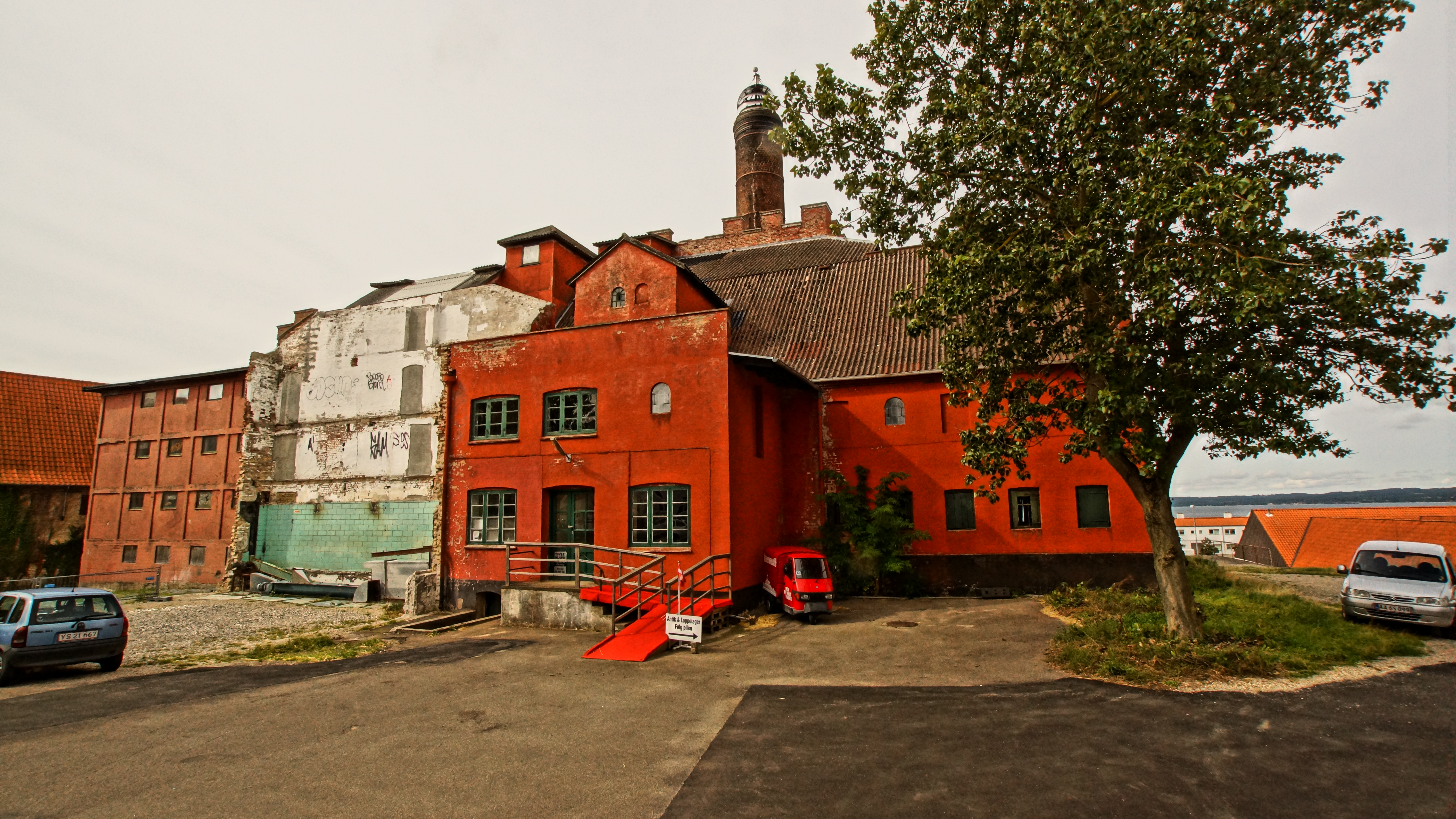
Maltfabriken, 2015

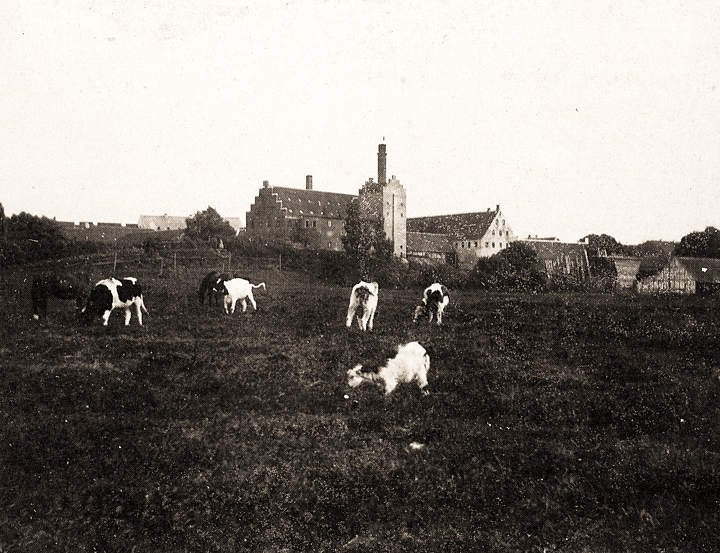
Maltfabriken (efter uppförande av mälteriet 1861)

Maltfabrikken, tidigare S.B. Lundbergs Maltfabrik, är ett danskt kulturhus i Ebeltoft, som tidigare var en maltfabrik. Maltföretaget grundlades 1857 av Søren Buchtrup Lundberg (1831-1901). Det ombildades 1910 till aktiebolag. Fabriken var i drift till 1997.
Søren Buchtrup Lundberg hyrde 1857 lokaler i sin läromästare P.J. Ørtings köpmannagård på Adelgade i Ebeltoft. Efter det att Ørting gått i konkurs 1861, övertog Lundberg handelshuset. Vid denna tid var malt för ölbryggning en stapelvara i detaljhandeln, och maltproduktionen i Ebeltoft växte i omfattning. S.B. Lundbergs Maltfabrik levererade malt till bryggerier i hela Danmark och exporterade också.
Lundbergs Maltfabrik var en av Ebeltofts få industriföretag. Fram till 1970 hade företaget 10-30 anställda.
Fabriken är högt och monumentalt belägen på en kulle vid kusten. Själva mälteriet byggdes i historicistisk stil med medeltida trappgavlar efter en brand 1861. Huvudbyggnaden mot Adelgade är uppförd 1854 och är ett byggnadsminne. Fabriken har byggts ut i flera omgångar.
Fabriken stod tom från 1998. En lokal grupp tog initiativ till en ombyggnad till kulturhus. De lyckades genomföra ett sådant projekt med bland annat privata donationer och stöd från Syddjurs kommun. 
Kulturhuset Maltfabrikken invigdes 2020. Ombyggnaden fick priset Årets Byggeri 2020.